# Jakub Rotbaum

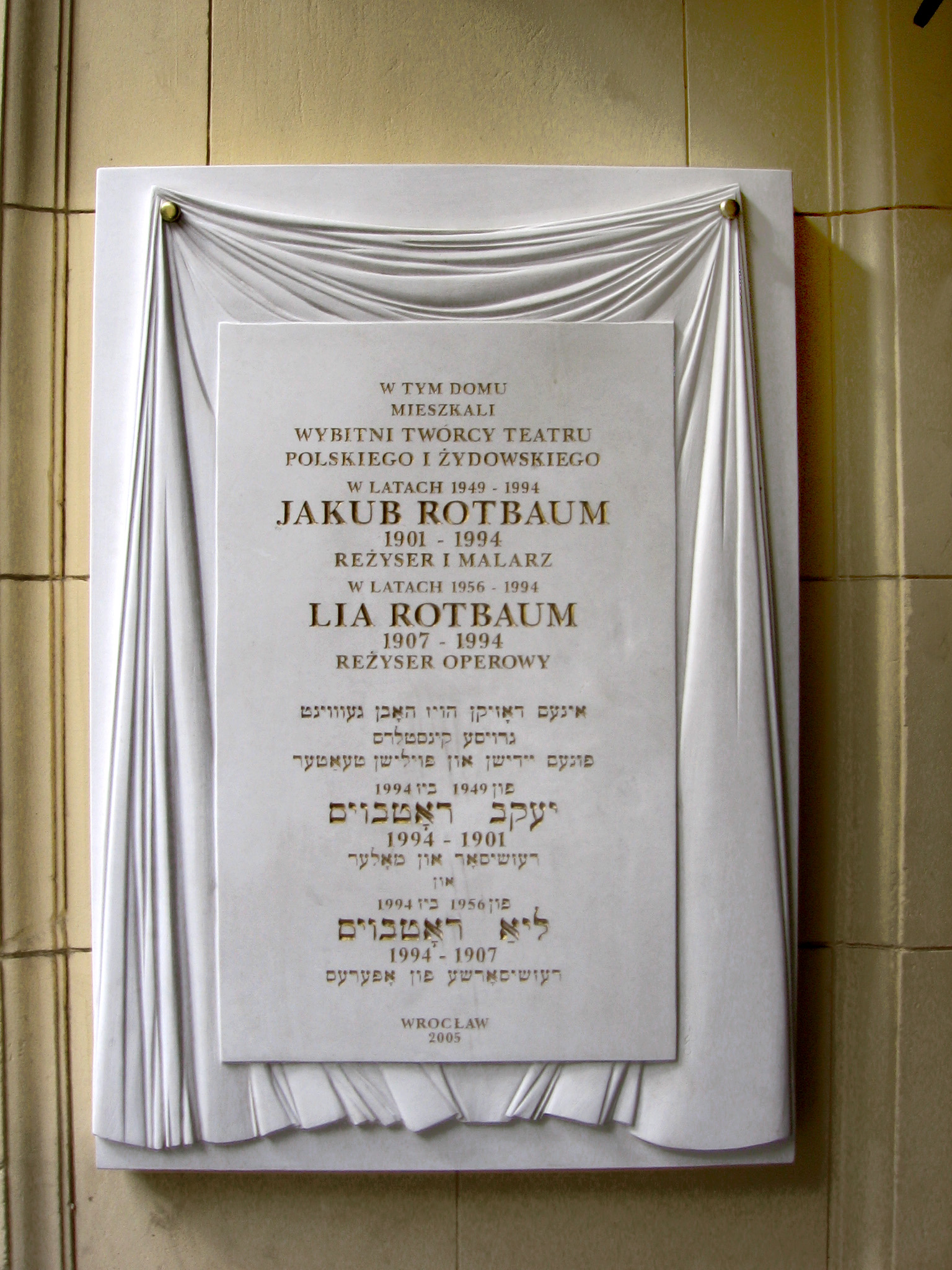
Tablica pamiątkowa przy wejściu do kamienicy przy ul. Włodkowica nr 5 we Wrocławiu

Jakub Rotbaum (ur. 11 lipca 1901 w Żelechowie, zm. 30 stycznia 1994 we Wrocławiu) – polski i żydowski reżyser teatralny i malarz, od roku 1949 mieszkający we Wrocławiu. 

## Życiorys
Syn Dawida. Starszy brat Lii Rotbaum, również reżysera. Ukończył Szkołę Sztuk Zdobniczych, Akademię Sztuk Pięknych i Szkołę Filmową w Warszawie. W roku 1930 objął kierownictwo artystyczne Trupy Wileńskiej. W 1934 także moskiewskie Studio Teatralne przy Państwowym Teatrze Żydowskim. Współpracował także z Teatrem Młodych. 
W roku 1938 wyjechał do Paryża, w roku 1940 do Nowego Jorku. Działał w teatrach w Ameryce, Australii, Anglii i Francji.
Do Wrocławia przyjechał w 1949 z inicjatywy Idy Kamińskiej. Do 1952 kierownik artystyczny teatru żydowskiego we Wrocławiu, później (do 1962) kierownik polskiej sceny dramatycznej w tym mieście, a następnie jej reżyser. Do roku 1967, kiedy formalnie przeszedł na emeryturę, reżyserował liczne spektakle, w tym klasyki (jak „Hamlet” Szekspira, „Opera za trzy grosze” Brechta, „Trzy siostry” Czechowa), także polskiej (jak „Wesele” Wyspiańskiego). W 1950 roku Rotbaum, po raz pierwszy na polskiej ziemi, wystawił w Dolnośląskim Teatrze Żydowskim swój „Sen o Goldfadenie”, a w 1952 roku już w Teatrze Polskim we Wrocławiu „Człowieka z karabinem” Pogodina. Pracował gościnnie również w innych miastach, w tym w Warszawie, a także za granicą (w São Paulo, Paryżu i Bukareszcie). Później nadal aktywny zawodowo, ale po wydarzeniach marcowych '68 pozwolono mu już tylko na pracę z repertuarem żydowskim. Wystawiał sztuki nietypowe w czasach realizmu socjalistycznego.
Pochowany na nowym cmentarzu żydowskim przy ulicy Lotniczej we Wrocławiu.

## Ordery i odznaczenia
- Krzyż Oficerski Orderu Odrodzenia Polski (19 kwietnia 1956)[3]
- Krzyż Kawalerski Orderu Odrodzenia Polski (19 lipca 1954)[4]
- Medal 10-lecia Polski Ludowej (22 lipca 1955)[5]

## Nagrody
- Nagroda Państwowa II stopnia za inscenizację i reżyserię sztuki Pogodina pt. Człowiek z karabinem w Państwowym Teatrze Polskim we Wrocławiu (1952)[6][7]
- Nagroda Państwowa III stopnia (1953)[8]